# Йордан, Алеко
Алеко Йордан или Алекос Иордану (тур. Aleko Yordan; греч. Αλέξανδρος “Αλέκος” Ιορδάνου; 10 января 1938, Стамбул — 21 сентября 2019, Кира) — турецкий и греческий футболист, центральный защитник. Выступал за сборную Турции.

## Биография
Родился в греческой семье в Стамбуле. Начал футбольную карьеру в стамбульском клубе «Бейоглу», представлявшем греческое население города (другое название «АЕ Пера» или АЕП). С 1959 года стал выступать за стамбульский «Бейкоз» во вновь созданной Суперлиге Турции.
В декабре 1962 года был вызван в сборную Турции. Дебютный матч сыграл 12 декабря 1962 года против Дании. Спустя несколько дней принял участие в двух матчах против Эфиопии в составе первой и второй сборной Турции.
В начале 1964 года перешёл в греческий АЕК (Афины), в котором провёл семь сезонов. Становился чемпионом Греции 1963 и 1968 годов, обладателем Кубка Греции 1964 и 1966 годов. Всего в составе клуба сыграл 75 матчей и забил 3 гола в чемпионате страны, а во всех турнирах — более 150. После ухода из АЕКа провёл два сезона в высшем дивизионе за «Эгалео», затем до 44-х лет продолжал карьеру в клубах низших дивизионов Греции.
В последние годы жил в провинции Фокида. Скончался 21 сентября 2019 года.